# أرض السبعة ألوان

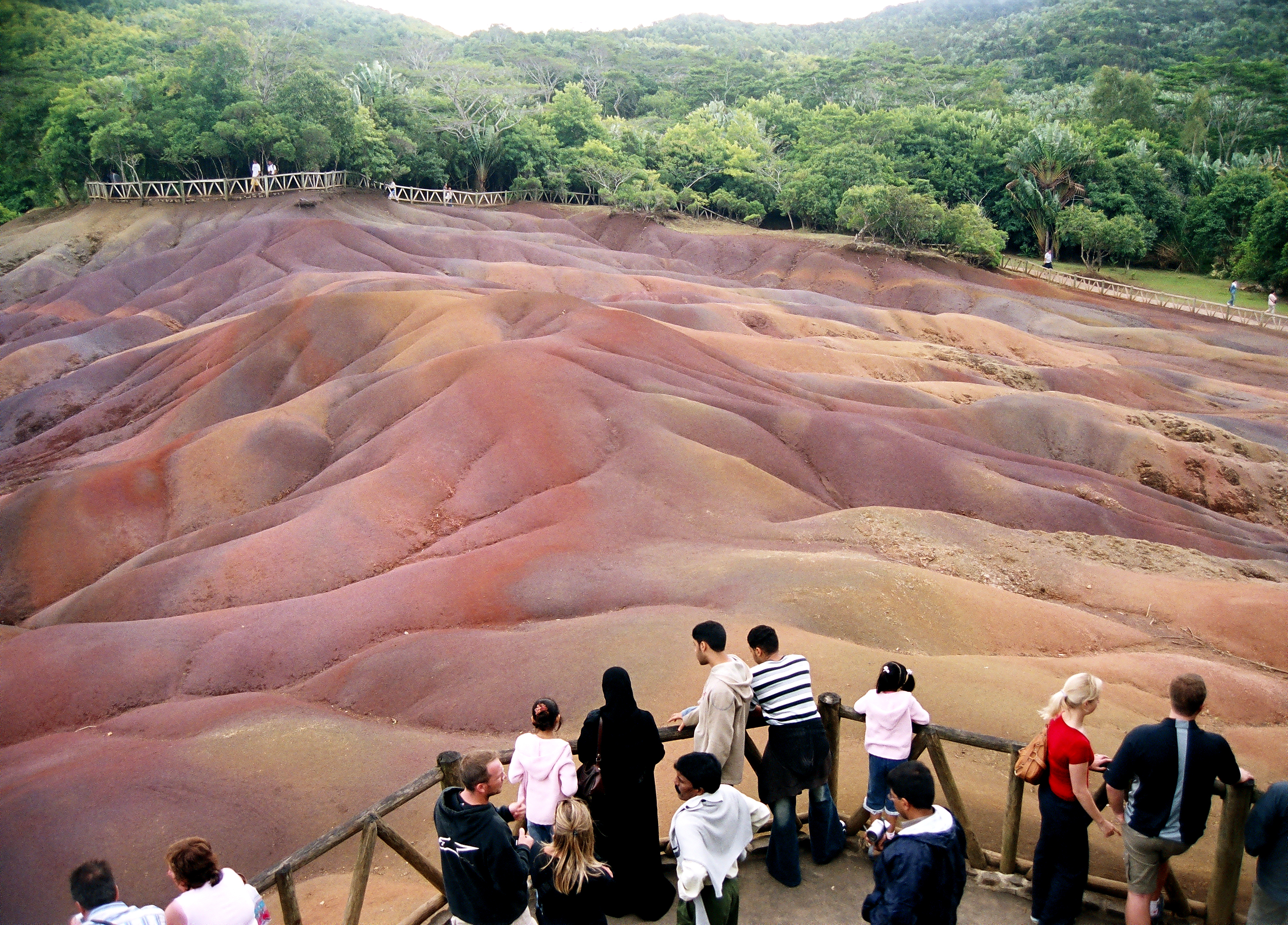
أرض الألوان السبع

أرض السبعة ألوان (بالإنجليزية: Seven Colored Earths)‏ هي تكوين جيولوجي وظاهرة طبيعية ومعالم جذب سياحي بارز بالقرب من قرية تشاماريل في منطقة نوار ريفيير في الجنوب الغربي من جزيرة موريشيوس . 
كثيرا ما تثير فضول علماء الجيولوجيا, هذه المنطقة الصغيرة نسبيا حوالي (7500 متر مربع) تتألف من كثبان رملية بسبعة ألوان مختلفة (الأحمر والبني والبنفسجي والأخضر والأزرق والأرجواني والأصفر، تشكلت من خلال تحلل الصخور البركانية وامتزاجها بالمياه التي حولتها إلى طين ومن ثم إلى تربة غنية بالحديد المسؤول عن ظهور اللون الأحمر وبمادة الألومنيوم المسؤولة عن ظهور الألوان الزرقاء الأرجوانية.